# Ludwigia adscendens
Ludwigia adscendens är en dunörtsväxtart. Ludwigia adscendens ingår i släktet ludwigior, och familjen dunörtsväxter.

## Underarter
Arten delas in i följande underarter:
- L. a. adscendens
- L. a. diffusa

## Bildgalleri

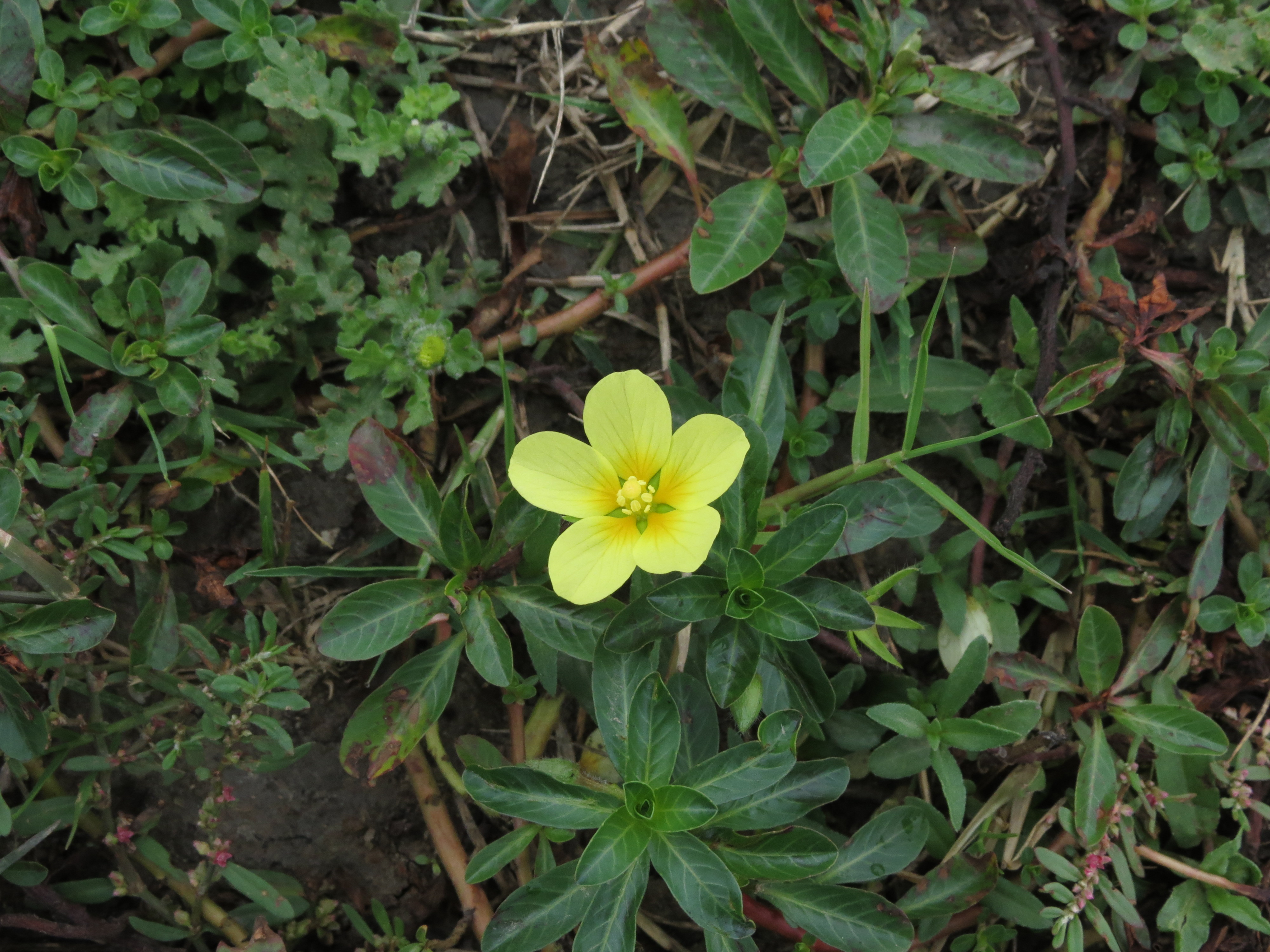